# Manuel Ferreira (Fußballspieler)
Manuel „Nolo“ Ferreira (* 22. Oktober 1905 in Trenque Lauquen, Provinz Buenos Aires; † 29. Juli 1983 in Barcelona) war ein argentinischer Fußballspieler.
Ferreira spielte in seiner Vereinskarriere bei Estudiantes de La Plata und River Plate, mit denen er keine Titel gewann.
In der argentinischen Nationalmannschaft bestritt Ferreira Ende der 1920er Jahre 21 Spiele. Mit seiner Nationalmannschaft gewann er bei den Olympischen Spielen 1928 die Silbermedaille, wurde bei der 1930 in Uruguay ausgetragenen ersten Fußball-Weltmeisterschaft ebenfalls Zweiter und gewann zweimal die Copa Newton und 1929 die Copa América.